# Stayella schmitzi
Stayella schmitzi är en kackerlacksart som beskrevs av Roth, L. M. 1984. Stayella schmitzi ingår i släktet Stayella och familjen småkackerlackor. Inga underarter finns listade i Catalogue of Life.